# It's Me (Pick Me)
"It's me (Pick Me)" es una canción de los concursantes de la segunda temporada de Produce 101 y sirve como canción principal del programa. Fue lanzado en línea como sencillo digital el 9 de marzo de 2017 por CJ E&M, junto con un video musical protagonizado por Lee Dae-hwi como centro elegido. En la banda sonora oficial del programa, se lanzó una versión para piano de la canción y se tocó en el episodio final de la temporada. Se confirmó que las voces principales de la canción fueron realizadas por solo 19 aprendices seleccionados y los demás aprendices hicieron voces de fondo. La canción fue reeditada por Wanna One, el grupo ganador de Produce 101 Temporada 2 en su álbum 1X1=1 (To Be One) .
La canción es una canción electro-pop de ritmo rápido y fue creada por Ryan S. Jhun .  Fue elegida como una de las canciones de K-pop más influyentes y memorables del año por varios profesionales de la industria.  